# 嘉義市史蹟資料館
23°28′53″N 120°28′3″E / 23.48139°N 120.46750°E
嘉義市史蹟資料館位於臺灣嘉義市的嘉義公園內，主體建築為嘉義市市定古蹟「原嘉義神社附屬館所」裡的齋館與社務所。其內共劃分為8個展區，分別展示不同的主題。此處除展示靜態文物外，其外部庭園有時亦為活動場地。
目前已委託於對了出發文化創意有限公司經營，並賦予新品牌「昭和十八J18-嘉義市史蹟資料館」。
內部的齋館分為用餐區、文創商品區、和服體驗區、嘉義小文學館；社務所則是分為常設展區、特展區。

## 沿革
二次大戰後，嘉義神社被改作為忠烈祠，而其附屬的齋館與社務所則被「國軍828醫院」所使用，直到1987年拆遷為止。拆遷之後建築物所有權歸還嘉義市政府，並開始進行修復計畫。之後在1998年10月主體建築被指定為市定古蹟，並正式將館名命名為「嘉義市史蹟資料館」，最後於2001年9月15日正式開館。
於2018年底委外經營，並創立品牌「昭和十八J18-嘉義市史蹟資料館」。

## 建築

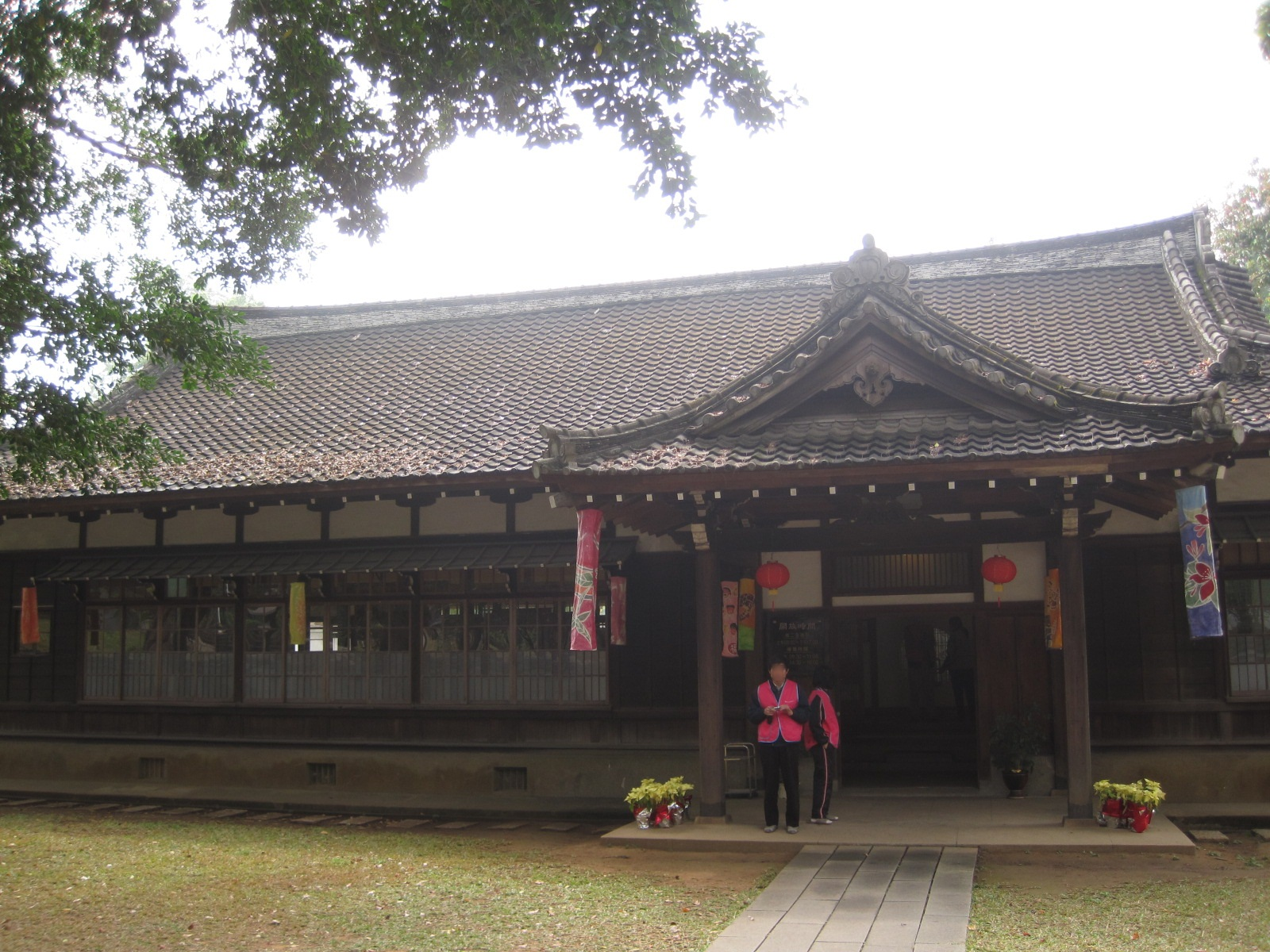
齋館

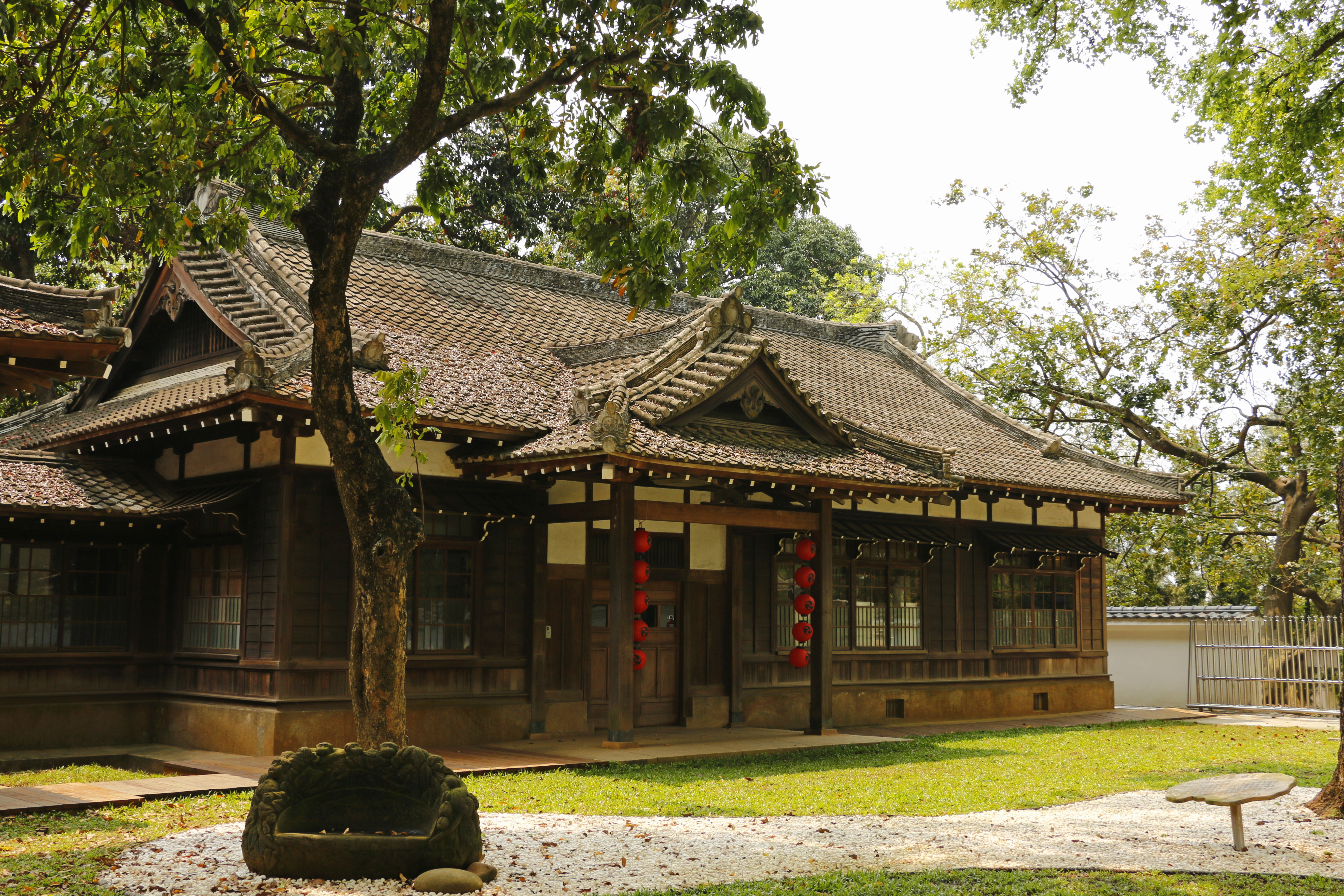
社務所

嘉義市史蹟資料館由佔地267平方公尺的齋館與208平方公尺的社務所組成，兩者之間建有通廊相連，格局為「書院造」，屋頂則為「入母屋造」（相當於歇山頂）的格式。

## 展區
嘉義市史蹟資料館內部共分為8個展區，分別是「城區發展」、「教育發展」、「產業發展」、「重要史事」、「嘉義名人」、「宗教與民俗」、「古蹟與建築」、「公園發展」。其中除第一區「城區發展」與第八區「公園發展」位在齋館建築裡，其他各區皆位在社務所建築中。
- 城區發展：該區以介紹嘉義市群居聚落和社區的發展過程、族群演變等為主題，並介紹嘉義市各里[3]，而此區也是八個展區中最大的[5]。
- 教育發展：本區以介紹嘉義從清朝至今的教育發展為主題，陳列的文物除了舊課本外，亦有玩具與漫畫書[5]。
- 產業發展：本區以介紹嘉義市昔日最主要的木材業為主題[6]。
- 重要史事：本區以介紹曾影響嘉義市的重要史事為主題，如林爽文事件、羅安公傳說 嘉義市湖內里羅安公保安廟、張丙事件、戴潮春事件與二二八事件等[7]。
- 嘉義名人：該區以介紹嘉義市的名人為主題，其展示方式為在架上排列許多宛若書籍的可拉取式看板，訪客將之抽出便可看到其生平簡介[7]。
- 宗教與民俗：此區以介紹嘉義市的宗教與民俗信仰為主題[8]。
- 古蹟與建築：主要介紹位在嘉義市的重要古蹟與歷史建築[9]。
- 公園發展：此區主要在介紹資料館所在的嘉義公園發展過程，其所介紹的時間跨距從原住民時代一直到二次大戰後[9]。

以上資料均是委外前的展覽部分，如今委外經營，將館內分為用餐區、和服體驗區、嘉義小文學館、常設展區、特展區。
- 用餐區、文創商品區：主要是齋館的大廳，採光明亮、空間寬敞，可以享受日式建築帶來氛圍的同時亦可以享用餐點、下午茶，也附有伴手禮及文創商品區。
- 和服體驗區：可以藉由日式文化體驗，讓旅客可以與房子產生記憶上的連結。日式和服均從日本空運來台。
- 嘉義小文學館：主要是販售、展示嘉義在地的文學書籍，可以透過書籍文字更認識嘉義。
- 常設展區：介紹嘉義公園、歷史建築等。
- 特展區

## 公車資訊
| 編號 | 經營業者     | 區間                       | 備註                             |
| ---- | ------------ | -------------------------- | -------------------------------- |
| 66   | 嘉義縣公車處 | 嘉義火車站後站－蘭潭風景區 | 嘉義市公車路線；在嘉義公園站下車 |
| 7211 | 嘉義客運     | 嘉義公園－嘉義縣立體育館   | 嘉義BRT路線；在嘉義公園站下車    |